# Giovanni Maccari
Giovanni Maccari (1622 – 1697) è stato un artigiano italiano del XVII secolo.

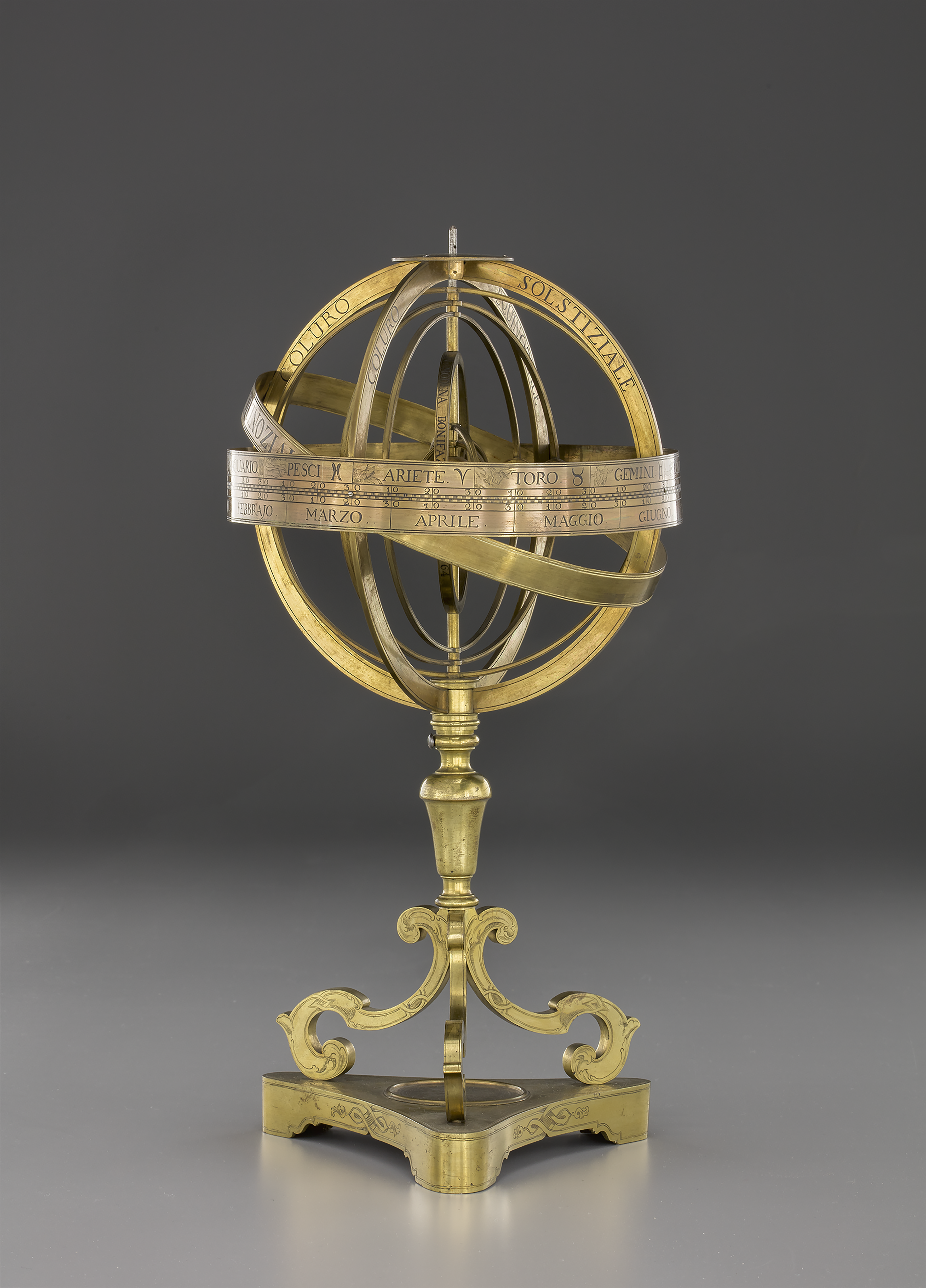
Giovanni Maccari, Sfera armillare, 1673, Museo civico di Modena

Costruttore di strumenti matematici, originario di Mirandola. L'astronomo Giovanni Domenico Cassini (1625-1712) ricorse ai suoi servizi per la costruzione della meridiana della Basilica di San Petronio a Bologna.